# Basketball-Weltmeisterschaft 1982
Die 9. Basketball-Weltmeisterschaft der Herren fand vom 15. bis 28. August 1982 in Kolumbien mit 13 Teilnehmerstaaten statt.

## Austragungsorte
| Stadt       | Austragungsort              | Kapazität |
| ----------- | --------------------------- | --------- |
| Bogotá      | Coliseo El Salitre          | 7.000     |
| Bucaramanga | Coliseo Vicente Díaz Romero | 8.000     |
| Cali        | Coliseo El Pueblo           | 18.000    |
| Cúcuta      | Coliseo Toto Hernández      | 7.000     |
| Medellín    | Coliseo Cubierto Mayor      | 10.000    |

## Vorrunde
In der Vorrunde spielten jeweils vier Mannschaften in drei Gruppen gegeneinander. Der Sieger eines Spiels erhielt zwei Punkte, der Verlierer einen Punkt. Stand ein Spiel am Ende der regulären Spielzeit unentschieden, so gab es Verlängerung. Gastgeber Kolumbien war direkt für die Finalrunde qualifiziert.
Die Auslosung ergab folgende Gruppen:
| Gruppe A                                                      | Gruppe B                                                | Gruppe C                                            |
| ------------------------------------------------------------- | ------------------------------------------------------- | --------------------------------------------------- |
| - Volksrepublik China - Spanien - Panama - Vereinigte Staaten | - Australien - Brasilien - Elfenbeinküste - Sowjetunion | - Kanada - Tschechoslowakei - Uruguay - Jugoslawien |

### Gruppe A – Bogotá
| Spiel | Team 1              | Team 2              | 1. H. | 2. H. | Verl. | Ergebnis |
| ----- | ------------------- | ------------------- | ----- | ----- | ----- | -------- |
| A1    | Spanien             | Panama              | 47:40 | 41:45 | –     | 88:85    |
| A2    | Vereinigte Staaten  | Volksrepublik China | 47:44 | 49:29 | –     | 96:73    |
| A3    | Vereinigte Staaten  | Panama              | 46:45 | 54:34 | –     | 100:79   |
| A4    | Volksrepublik China | Spanien             | 29:64 | 49:44 | –     | 78:108   |
| A5    | Panama              | Volksrepublik China | 73:54 | 48:38 | –     | 121:92   |
| A6    | Vereinigte Staaten  | Spanien             | 49:50 | 50:59 | –     | 99:109   |

### Gruppe B – Medellín
| Spiel | Team 1         | Team 2         | 1. H. | 2. H. | Verl. | Ergebnis |
| ----- | -------------- | -------------- | ----- | ----- | ----- | -------- |
| B1    | Sowjetunion    | Elfenbeinküste | 75:39 | 54:41 | –     | 129:80   |
| B2    | Brasilien      | Australien     | 28:30 | 39:37 | 6:8   | 73:75    |
| B3    | Sowjetunion    | Australien     | 53:30 | 55:39 | –     | 108:69   |
| B4    | Elfenbeinküste | Brasilien      | 31:60 | 48:42 | –     | 79:102   |
| B5    | Australien     | Elfenbeinküste | 34:25 | 46:34 | –     | 80:59    |
| B6    | Sowjetunion    | Brasilien      | 51:53 | 48:39 | –     | 99:92    |

### Gruppe C – Bucaramanga
| Spiel | Team 1      | Team 2           | 1. H. | 2. H. | Verl. | Ergebnis |
| ----- | ----------- | ---------------- | ----- | ----- | ----- | -------- |
| C1    | Kanada      | Uruguay          | 49:40 | 38:38 | –     | 87:78    |
| C2    | Jugoslawien | Tschechoslowakei | 46:40 | 55:40 | –     | 101:80   |
| C3    | Jugoslawien | Uruguay          | 54:34 | 47:43 | –     | 101:77   |
| C4    | Kanada      | Tschechoslowakei | 46:52 | 58:47 | –     | 104:99   |
| C5    | Uruguay     | Tschechoslowakei | 42:50 | 42:61 | –     | 84:111   |
| C6    | Jugoslawien | Kanada           | 50:39 | 38:39 | –     | 88:78    |

## Klassifikationsrunde – Cúcuta
Nach der Vorrunde spielten die dritt- und viertplatzierten jeder Gruppe in der Klassifikationsrunde um die Plätze 8 bis 13.
Ergebnisse von Begegnungen, welche schon in der Vorrunde stattfanden wurden übernommen. Bei Punktgleichheit in der Abschlusstabelle bestimmte der direkte Vergleich der Mannschaften über die Platzierung. Fand dadurch keine Entscheidung statt, war das Korbverhältnis der Spiele untereinander ausschlaggebend.
| Spiel | Team 1              | Team 2              | 1. H. | 2. H. | Verl. | Ergebnis |
| ----- | ------------------- | ------------------- | ----- | ----- | ----- | -------- |
| 19    | Panama              | Elfenbeinküste      | 53:33 | 64:50 | –     | 117:83   |
| 20    | Brasilien           | Volksrepublik China | 57:32 | 36:47 | –     | 93:79    |
| 21    | Tschechoslowakei    | Volksrepublik China | 54:40 | 57:48 | –     | 111:88   |
| 22    | Uruguay             | Panama              | 32:47 | 43:45 | –     | 75:92    |
| 23    | Tschechoslowakei    | Elfenbeinküste      | 46:40 | 48:52 | –     | 94:92    |
| 24    | Uruguay             | Brasilien           | 43:52 | 34:44 | –     | 77:96    |
| 25    | Volksrepublik China | Elfenbeinküste      | 39:39 | 52:38 | –     | 91:77    |
| 26    | Panama              | Brasilien           | 51:50 | 35:35 | –     | 86:85    |
| 27    | Uruguay             | Volksrepublik China | 35:30 | 37:26 | –     | 72:56    |
| 28    | Tschechoslowakei    | Panama              | 45:42 | 44:45 | –     | 89:87    |
| 29    | Uruguay             | Elfenbeinküste      | 51:45 | 45:40 | –     | 96:85    |
| 30    | Tschechoslowakei    | Brasilien           | 47:42 | 47:56 | –     | 94:98    |

## Finalrunde – Cali
Nach der Vorrunde qualifizierten sich die jeweils ersten zwei Teams einer Gruppe für die Finalrunde. Gastgeber Kolumbien war direkt für die Finalrunde qualifiziert.
In der Finalrunde trafen alle qualifizierten Mannschaften aufeinander. Ergebnisse von Begegnungen, welche schon in der Vorrunde stattfanden wurden übernommen. Die ersten beiden der Abschlusstabelle spielten im Finale um die Goldmedaille, die dritt- und viertplatzierten Mannschaften spielten im Spiel um Platz 3 um die Bronzemedaille. Bei Punktgleichheit in der Abschlusstabelle bestimmte der direkte Vergleich der Mannschaften über die Platzierung.
| Spiel | Team 1             | Team 2             | 1. H. | 2. H. | Verl. | Ergebnis |
| ----- | ------------------ | ------------------ | ----- | ----- | ----- | -------- |
| 31    | Kolumbien          | Spanien            | 34:75 | 50:62 | –     | 84:137   |
| 32    | Kanada             | Sowjetunion        | 33:45 | 50:69 | –     | 83:114   |
| 33    | Jugoslawien        | Vereinigte Staaten | 46:55 | 35:33 | –     | 81:88    |
| 34    | Kanada             | Australien         | 30:44 | 48:40 | –     | 78:84    |
| 35    | Jugoslawien        | Spanien            | 54:49 | 54:42 | –     | 108:91   |
| 36    | Kolumbien          | Sowjetunion        | 36:56 | 40:87 | –     | 76:143   |
| 37    | Spanien            | Australien         | 53:50 | 46:37 | –     | 99:87    |
| 38    | Kolumbien          | Vereinigte Staaten | 40:44 | 43:56 | –     | 83:100   |
| 39    | Sowjetunion        | Jugoslawien        | 46:52 | 53:42 | –     | 99:94    |
| 40    | Vereinigte Staaten | Kanada             | 42:34 | 29:35 | –     | 71:69    |
| 41    | Kolumbien          | Australien         | 27:40 | 36:32 | –     | 63:72    |
| 42    | Spanien            | Kanada             | 42:46 | 41:34 | –     | 83:80    |
| 43    | Kolumbien          | Jugoslawien        | 45:50 | 43:47 | –     | 88:97    |
| 44    | Spanien            | Sowjetunion        | 44:58 | 49:48 | –     | 93:106   |
| 45    | Australien         | Jugoslawien        | 37:61 | 54:44 | –     | 91:105   |
| 46    | Vereinigte Staaten | Sowjetunion        | 48:51 | 51:42 | –     | 99:93    |
| 47    | Kolumbien          | Kanada             | 38:53 | 41:54 | –     | 79:107   |
| 48    | Australien         | Vereinigte Staaten | 37:49 | 49:61 | –     | 86:110   |

### Spiel um Platz 3
| Spiel | Team 1      | Team 2  | 1. H. | 2. H. | Verl. | Ergebnis |
| ----- | ----------- | ------- | ----- | ----- | ----- | -------- |
| 49    | Jugoslawien | Spanien | 60:47 | 59:70 | –     | 119:117  |

### Finale
| Spiel | Team 1      | Team 2             | 1. H. | 2. H. | Verl. | Ergebnis |
| ----- | ----------- | ------------------ | ----- | ----- | ----- | -------- |
| 50    | Sowjetunion | Vereinigte Staaten | 47:49 | 48:45 | –     | 95:94    |

## Endstände
| Rang                 | Team                |
| Finalrunde           | Finalrunde          |
| -------------------- | ------------------- |
| 1                    | Sowjetunion         |
| 2                    | Vereinigte Staaten  |
| 3                    | Jugoslawien         |
| 4                    | Spanien             |
| 5                    | Australien          |
| 6                    | Kanada              |
| 7                    | Kolumbien           |
| Klassifikationsrunde |                     |
| 8                    | Brasilien           |
| 9                    | Panama              |
| 10                   | Tschechoslowakei    |
| 11                   | Uruguay             |
| 12                   | Volksrepublik China |
| 13                   | Elfenbeinküste      |